# 6 lipca
6 lipca jest 187. (w latach przestępnych 188.) dniem w kalendarzu gregoriańskim. Do końca roku pozostaje 178 dni.

## Święta
- Imieniny obchodzą: Chociebor, Dominika, Gotard, Ignacja, Lucja, Łucja, Maria, Nazaria, Niegosław, Teresa i Zuzanna.
- Polska – Dzień Radcy Prawnego[1]
- Czechy – Dzień Jana Husa
- Kazachstan – Dzień Stolicy
- Komory, Malawi – Święto Niepodległości
- Litwa – Dzień Państwowości
- Wspomnienia i święta w Kościele katolickim[2][3] obchodzą:
  - św. Atanazy z Athosu (opat) (również 5 lipca)
  - św. Dominika[4], właśc. Cyriaka z Nikomedii (zm. ok. 289, męczennica z Nikomedii)[5]
  - św. Goar z Akwitanii[6] (zm. 6 lipca 575, kapłan i pustelnik; patron Sankt Goar)
  - św. Maria Goretti (dziewica i męczennica czystości; w Polsce – 5 lipca)
  - bł. Maria Ledóchowska (polska misjonarka, założycielka Zgromadzenia Sióstr Misjonarek)
  - bł. Nazaria Ignacia od św. Teresy od Jezusa (March Mesa)
  - św. Romulus (biskup Fiesole)
  - św. Mesrop Masztoc (obrządek ormiański)[7]
  - św. Sahak Wielki (obrządek ormiański)[7]

## Wydarzenia w Polsce
- 1280 – Księżna Kinga ufundowała klasztor klarysek w Starym Sączu.
- 1511 – Albrecht Hohenzollern został wielkim mistrzem zakonu krzyżackiego.
- 1626 – V wojna polsko-szwedzka: wojska szwedzkie pod wodzą króla Gustawa II Adolfa dokonały desantu w Piławie.
- 1628 – V wojna polsko-szwedzka: polska flota pod Wisłoujściem została zaatakowana z użyciem artylerii przez szwedzkie wojska lądowe, w wyniku czego zatonęły okręty: „Żółty Lew” i galeon „Święty Jerzy”.
- 1651 – Powstanie Chmielnickiego: zwycięstwo wojsk litewskich nad kozackimi w II bitwie pod Łojowem.
- 1792 – Wojna polsko-rosyjska: wojska rosyjskie zajęły Grodno.
- 1798 – Otwarto cmentarz ewangelicki przy ul. Sądowej w Brodnicy.
- 1863 – Powstanie styczniowe: zwycięstwo powstańców w bitwie pod Janowem.
- 1883 – Rozpoczęto wydobycie w KWK „Śląsk” W Chropaczowie.
- 1912 – Utworzono gubernię chełmską.
- 1921 – Założono klub piłkarski Tur Turek.
- 1922 – Wprowadzono polskie tablice rejestracyjne w miejsce tablic państw zaborczych.
- 1929 – Otwarto Ogród Zoologiczny w Krakowie.
- 1934 – Do Miejsca Odosobnienia w Berezie Kartuskiej przywieziono pierwszych 5 osadzonych.
- 1940 – W lesie koło Sieklówki w powiecie jasielskim Niemcy rozstrzelali 87 żołnierzy i oficerów oraz 2 przewodników.
- 1941:
  - W Husiatynie w dawnym województwie tarnopolskim ukraińscy nacjonaliści zamordowali ok. 200 Żydów.
  - W zdobytych dwa dni wcześniej przez Wehrmacht Brzeżanach w dawnym województwie tarnopolskim, po odkryciu ciał ofiar NKWD, ukraińscy nacjonaliści zamordowali ok. 250-300 Żydów, oskarżanych o sympatyzowanie z bolszewizmem.
- 1944 – Armia Czerwona zajęła Baranowicze.
- 1950:
  - Utworzono województwa: koszalińskie, opolskie i zielonogórskie oraz zmieniono nazwę województwa śląskiego na katowickie, a pomorskiego na bydgoskie.
  - Został podpisany układ zgorzelecki pomiędzy Polską a NRD, w którym uznano granicę na Odrze i Nysie Łużyckiej.
- 1973 – Premiera filmu Opis obyczajów w reżyserii Józefa Gębskiego i Antoniego Halora.
- 1990 – W motelu „George” przy tzw. gierkówce koło Nadarzyna wpadli w policyjną zasadzkę przestępcy z gangu pruszkowskiego. W trakcie akcji uderzony nunczakiem w głowę policjant otworzył ogień, zabijając jednego i raniąc kolejnego z napastników. Wydarzenie w motelu zostało uznane za pierwszą akcję policji przeciwko zorganizowanej grupie przestępczej w Polsce.
- 1994 – Prezydent USA Bill Clinton rozpoczął dwudniową wizytę w Polsce.
- 2001 – Sejm RP powołał Mirosława Sekułę na stanowisko prezesa NIK.
- 2019 – Krzemionkowski region pradziejowego górnictwa krzemienia pasiastego został wpisany podczas 43. sesji Komitetu Światowego Dziedzictwa w Baku na listę światowego dziedzictwa UNESCO.

## Wydarzenia na świecie

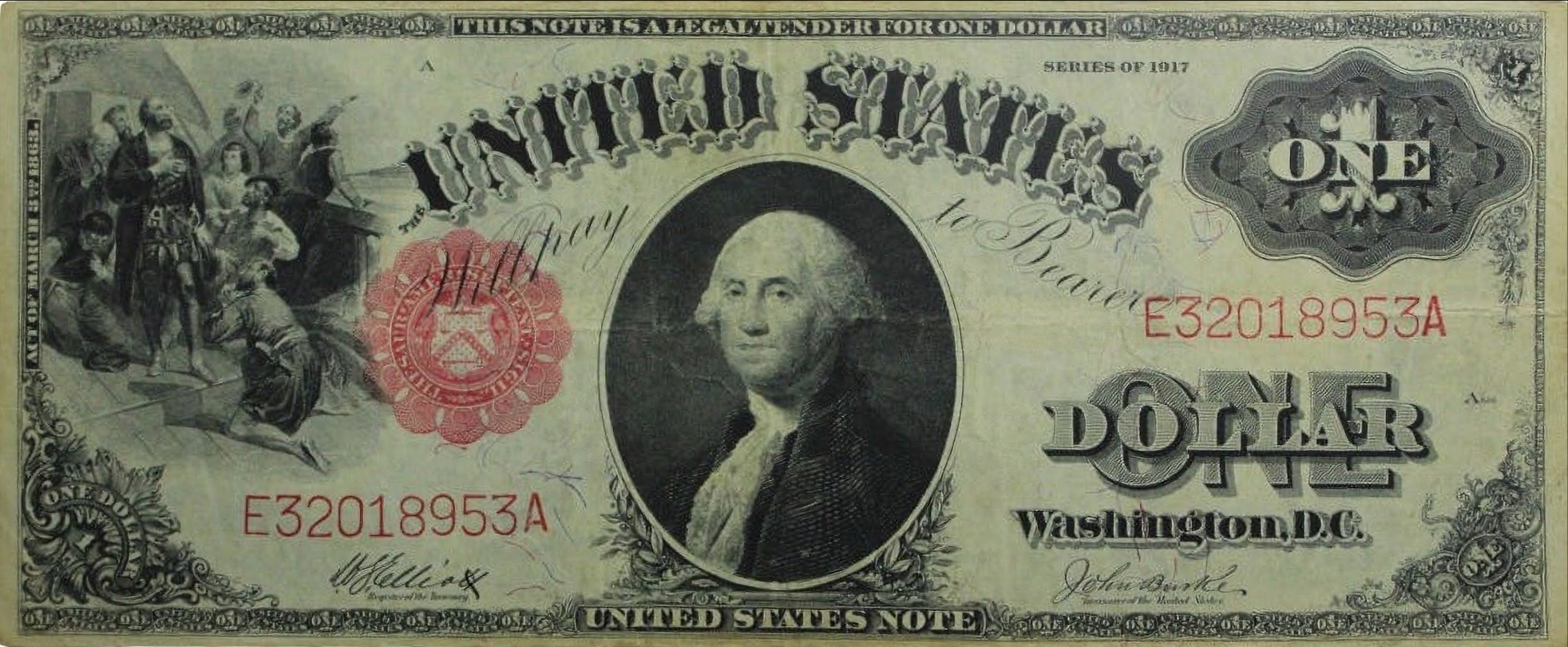
Amerykański banknot jednodolarowy według wzoru z 1917 roku

- 371 p.n.e. – Wojna beocka: zwycięstwo Teb nad Spartą w bitwie pod Leuktrami.
- 1189 – Ryszard I Lwie Serce został królem Anglii.
- 1249 – Aleksander III został królem Szkocji.
- 1253 – Książę Mendog został koronowany na króla państwa litewskiego.
- 1320 – Król Węgier Karol Robert poślubił swoją trzecią żonę królewnę polską Elżbietę Łokietkównę, która została również koronowana na królową Węgier. Początek polsko-węgierskiego sojuszu politycznego.
- 1348 – Papież Klemens VI wydał bullę protekcyjną w celu ochrony prześladowanych Żydów.
- 1415 – Jan Hus został spalony na stosie podczas Soboru w Konstancji.
- 1439 – Na Soborze florenckim papież Eugeniusz IV ogłosił bullą Laetentur coeli unię Kościołów katolickiego i prawosławnego, która trwała do roku 1484.
- 1449 – Zwycięstwo wojsk mediolańskich nad szwajcarskimi w bitwie pod Castione.
- 1483 – Ryszard III York i Anna Neville zostali koronowani w Opactwie Westminsterskim na króla i królową Anglii.
- 1495 – Wojna neapolitańska: taktyczne zwycięstwo francuskie i strategiczne zwycięstwo włoskie w bitwie pod Fornuovo.
- 1521 – Antonio Grimani został dożą Wenecji.
- 1535 – W Londynie został ścięty Thomas More.
- 1573:
  - Podpisano traktat pokojowy w trakcie wojen z hugenotami we Francji.
  - Założono Córdobę w Argentynie.
- 1597 – Poświęcono kościół św. Michała w Monachium.
- 1614 – Turcy rozpoczęli ostatni duży atak na Maltę, w trakcie którego splądrowali miasto Żejtun i okolice, zanim zostali pobici i wyparci na swoje okręty przez kawalerię joannitów i mieszkańców.
- 1630 – Wojna trzydziestoletnia: armia szwedzka wylądowała na niemieckim Pomorzu, włączając się do wojny po stronie protestantów.
- 1648 – Fryderyk III Oldenburg został królem Danii i Norwegii.
- 1678 – Wojna Francji z koalicją hiszpańsko-austriacko-lotaryńską: zwycięstwo wojsk francuskich w bitwie pod Rheinfelden.
- 1685 – Zwycięstwo angielskich wojsk królewskich nad rebeliantami księcia Monmouth w bitwie pod Sedgemoor.
- 1697 – VII wojna wenecko-turecka: nierozstrzygnięta bitwa morska pod Lemnos.
- 1699 – Został aresztowany szkocki pirat William Kidd wraz ze swoją załogą.
- 1703 – Założono hiszpański Pułk Asturias.
- 1751 – Papież Benedykt XIV zlikwidował Patriarchat Akwilei.
- 1758 – Kardynał Carlo della Torre Rezzonico został wybrany na papieża i przyjął imię Klemens XIII.
- 1759 – Brytyjska wojna z Indianami i Francuzami: rozpoczęło się brytyjskie oblężenie francuskiego Fortu Niagara.
- 1777 – Wojna o niepodległość Stanów Zjednoczonych: zwycięstwo wojsk brytyjskich w bitwie o Fort Ticonderoga.
- 1779 – Nierozstrzygnięta francusko-angielska bitwa koło Grenady na Karaibach.
- 1782 – Nierozstrzygnięta francusko-angielska bitwa morska pod Negapatam w Indiach.
- 1785 – Dolar został przyjęty jako waluta narodowa Stanów Zjednoczonych.
- 1801 – II koalicja antyfrancuska: zwycięstwo floty francusko-hiszpańskiej nad brytyjską w I bitwie pod Algeciras.
- 1809 – V koalicja antyfrancuska: zwycięstwo wojsk napoleońskich nad austriackimi w bitwie pod Wagram.
- 1849 – I wojna o Szlezwik: zwycięstwo wojsk duńskich nad pruskimi w bitwie pod Fredericią.
- 1880:
  - 14 lipca został oficjalnie ustanowiony Świętem Narodowym Francji.
  - Owdowiały car Rosji Aleksander II Romanow zawarł związek morganatyczny z Katarzyną Dołgorukową.
- 1885 – Francuski chemik i biolog Louis Pasteur przeprowadził pomyślny test szczepionki przeciwko wściekliźnie na pogryzionym przez chorego psa 9-letnim Josephie Meisterze.
- 1892:
  - 11 osób zginęło w starciach między strajkującymi robotnikami a ochroniarzami z Agencji Pinkertona w Homestead w Pensylwanii.
  - Zwodowano japoński krążownik pancernopokładowy „Akitsushima”.
- 1893:
  - 71 osób zginęło, a około 200 zostało rannych w wyniku przejścia tornada nad Pomeroy w stanie Iowa.
  - Przyszły król Wielkiej Brytanii Jerzy V poślubił Marię Teck.
  - W Dreźnie wyjechały na trasę pierwsze tramwaje elektryczne.
- 1907 – Ujawniono kradzież irlandzkich klejnotów koronnych ze skarbca zamku w Dublinie, których nie odnaleziono do dzisiaj.
- 1908:
  - Amerykanin Robert Edwin Peary wyruszył z Nowego Jorku wraz z 23 podróżnikami w wyprawę na biegun północny.
  - Wszedł do służby niemiecki pancernik „Schleswig-Holstein”.
- 1915 – W 500. rocznicę spalenia na stosie na Rynku Staromiejskim w Pradze odsłonięto pomnik Jana Husa.
- 1916 – I wojna światowa: strategiczne zwycięstwo wojsk austro-węgierskich nad rosyjskimi w bitwie pod Kostiuchnówką.
- 1917 – I wojna światowa: powstańcy arabscy przy współpracy Lawrence’a z Arabii wyparli garnizon turecki z Akaby.
- 1918 – W Moskwie doszło do nieudanej próby wzniecenia rebelii lewicowych eserowców przeciw bolszewikom; tego samego dnia kierowany przez Borisa Sawinkowa Ludowy Związek Obrony Ojczyzny i Wolności wszczął powstania w Jarosławiu, Muromiu i Rybińsku.
- 1919 – W Nowym Jorku wylądował brytyjski sterowiec R-34, kończąc pierwszy w historii przelot obiektu tego typu nad Atlantykiem.
- 1923 – Przyjęto godło ZSRR.
- 1924 – Alfredo Rodrigues Gaspar został premierem Portugalii.
- 1934 – Maria Skłodowska-Curie została pochowana obok swego męża Pierre’a na cmentarzu w Sceaux.
- 1935 – Zwodowano niemiecki krążownik „Admiral Hipper”.
- 1937 – Hiszpańska wojna domowa: rozpoczęła się bitwa pod Brunete.
- 1938:
  - Została odkryta Lizytea, jeden z księżyców Jowisza,
  - Oblatano prototyp francuskiego bombowca nurkującego Loire-Nieuport LN.401.
- 1940:
  - Adolf Hitler powrócił triumfalnie do Berlina po prawie dwóch miesiącach pobytu na froncie zachodnim.
  - Gonchigiyn Bumtsend został prezydentem Mongolii.
  - W pierwszym niemieckim bombardowaniu Plymouth nad kanałem La Manche zginęły 3 osoby.
- 1941:
  - Atak Niemiec na ZSRR: rozpoczęła się bitwa pod Smoleńskiem.
  - Na obszarze Węgier (z wyjątkiem Budapesztu i terenu w promieniu 30 km od Budapesztu) wprowadzono ruch prawostronny.
- 1943 – Wojna na Pacyfiku: taktyczne zwycięstwo japońskie w bitwie w zatoce Kula koło wyspy Kolombangara (Wyspy Salomona).
- 1944 – 168 osób zginęło, a ponad 700 zostało rannych w pożarze cyrku w Hartford w amerykańskim stanie Connecticut.
- 1945 – Frank Forde został premierem Australii.
- 1949 – Władze radzieckie zorganizowały deportacje przeszło 4800 mołdawskich Świadków Jehowy do obozów na Syberii.
- 1950 – Na brytyjski dwór królewski dostarczono pierwszą limuzynę Rolls-Royce Phantom IV.
- 1952 – Zlikwidowano komunikację tramwajową w Londynie.
- 1955 – Antonio Segni został premierem Włoch.
- 1957:
  - Ostatni brytyjscy żołnierze opuścili Jordanię.
  - Po raz pierwszy spotkali się John Lennon i Paul McCartney.
- 1960 – Biorący udział w poszukiwaniach dwóch zaginionych jachtów sterowiec US Navy ZPG-3W „Vigilance“ eksplodował i spadł do oceanu u wybrzeży New Jersey, w wyniku czego zginęło 18 z 21 osób na pokładzie.
- 1961 – W Moskwie podpisano radziecko-północnokoreański traktat o przyjaźni i wzajemnej pomocy.
- 1962:
  - Irlandzki kanał telewizyjny RTÉ One wyemitował premierowe wydanie talk-show The Late Late Show.
  - W wyniku próbnego wybuchu jądrowego na poligonie w stanie Nevada powstał widoczny z kosmosu krater Sedan.
- 1964:
  - Malawi uzyskało niepodległość (od Wielkiej Brytanii).
  - Premiera komedii muzycznej Noc po ciężkim dniu w reżyserii Richarda Lestera i z udziałem członków zespołu The Beatles.
- 1965 – 41 osób (wszyscy na pokładzie) zginęło w katastrofie wojskowego samolotu transportowego Handley Page Hastings w wiosce Little Baldon koło Oksfordu w Anglii.
- 1966 – Malawi ogłosiło się republiką, pozostając nadal w składzie Commonwealthu. Pierwszym prezydentem został Hastings Banda.
- 1967:
  - 94 osoby (w tym 44 dzieci) zginęły na miejscu lub zmarły w szpitalach, a kilkadziesiąt zostało rannych w wyniku uderzenia piętrowego pociągu osobowego w ciężarówkę-cystrnę z paliwem i jego eksplozji na przejeździe kolejowo-drogowym w Langenweddingen pod Magdeburgiem w NRD.
  - Wybuchła wojna domowa w zbuntowanej nigeryjskiej prowincji Biafra.
- 1972 – Pierre Messmer został premierem Francji.
- 1973 – Lokalny parlament ustanowił pieśń Flamandzki lew oficjalnym hymnem Flandrii.
- 1974 – Polska zajęła 3. miejsce na rozgrywanych w RFN X Mistrzostwach Świata w Piłce Nożnej, pokonując w Monachium Brazylię 1:0.
- 1975 – Komory uzyskały niepodległość (od Francji).
- 1982 – 90 osób zginęło w katastrofie Iła-62 w Moskwie.
- 1985 – Pierwszy okręt podwodny z napędem jądrowym USS „Nautilus” został eksponatem w US Navy Submarine Force Museum w New London w stanie Connecticut.
- 1986 – Rządząca Partia Liberalno-Demokratyczna wygrała wybory parlamentarne w Japonii.
- 1987 – W indyjskim Pendżabie doszło do pierwszego z trzech ataków terrorystów sikhijskich w ciągu 2 dni na autobusy wiozące hinduistów. W sumie zginęły 72 osoby.
- 1988 – 167 osób zginęło w wyniku eksplozji na platformie wiertniczej Piper Alpha na Morzu Północnym.
- 1989:
  - I Intifada: terrorysta z Islamskiego Dżihadu uprowadził autobus pomiędzy Tel Awiwem a Jerozolimą, którym następnie umyślnie zjechał z drogi i wpadł do głębokiego wąwozu, w wyniku czego zginęło 16 Izraelczyków, a 27 osób zostało rannych.
  - Przywódca ZSRR Michaił Gorbaczow wygłosił przemówienie na forum Rady Europy w Strasburgu.
  - Reaktywowano eparchię połocką i głębocką na Białorusi.
- 1994 – Premiera filmu Forrest Gump w reżyserii Roberta Zemeckisa.
- 1995 – Denzil Douglas został premierem Saint Kitts i Nevis.
- 1996 – Na lotnisku w Pensacoli na Florydzie, podczas startu samolotu McDonnell Douglas MD-88 linii Delta Air Lines w rejs do Atlanty doszło do wybuchu silnika, w wyniku czego śmierć poniosło 2 pasażerów (39-letnia kobieta i jej 12-letni syn), a 5 zostało rannych.
- 1998:
  - Viktor Orbán został premierem Węgier.
  - W Hongkongu otwarto nowy Port lotniczy.
- 1999 – Ehud Barak został premierem Izraela.
- 2002 – Wiceprezydent Afganistanu i minister robót publicznych Hadżi Abdul Kadir został zamordowany przed swoim biurem w Kabulu.
- 2003:
  - Sghair Ould M’Bareck został premierem Mauretanii.
  - Z radioteleskopu Eupatoria RT-70 na Krymie wyemitowano sygnały z wiadomościami dla potencjalnych cywilizacji pozaziemskich w kierunku pięciu układów planetarnych: HIP 4872, HD 245409, HD 75732, HD 10307 i HD 95128. Do najbliższego układu HIP 4872 sygnał dotrze w kwietniu 2036 roku.
- 2005 – Londyn został wybrany na organizatora XXX Letnich Igrzysk Olimpijskich w 2012 roku.
- 2006:
  - 8 osób zginęło, a 26 zostało rannych w zamachu bombowym w Tyraspolu, stolicy separatystycznego regionu Naddniestrze w Mołdawii.
  - Na przełęczy Nathula otwarto główne himalajskie przejście graniczne między Chinami a Indiami.
- 2008 – 19 osób zginęło w samobójczym zamachu na grupę policjantów w stolicy Pakistanu Islamabadzie.
- 2009:
  - Jadranka Kosor zzostała pierwszą kobietą-premierem Chorwacji.
  - W Niemczech po raz pierwszy od II wojny światowej przyznano odznaczenia za odwagę na polu walki. Otrzymali je 4 żołnierze biorący udział w interwencji w Afganistanie.
- 2011 – Południowokoreańskie miasto Pjongczang zostało wybrane na organizatora XXIII Zimowych Igrzysk Olimpijskich w 2018 roku.
- 2013:
  - 3 osoby zginęły, a 185 zostało rannych w katastrofie Boeinga 777 południowokoreańskich Asiana Airlines w Porcie lotniczym San Francisco.
  - 47 osób zginęło w katastrofie kolejowej w Lac-Mégantic w Kanadzie.
- 2016 – Niepełnosprawny lekkoatleta i paraolimpijczyk Oscar Pistorius został ostatecznie skazany za morderstwo swojej partnerki Reevy Steenkamp na 6 lat pozbawienia wolności przez Sąd Najwyższy RPA.
- 2017 – Tallis Obed Moses został prezydentem Vanuatu.
- 2021 – Lecący z Pietropawłowska Kamczackiego An-26 linii Petropavlovsk-Kamchatsky Air Enterprise rozbił się podczas podchodzenia do lądowania w Pałanie na Kamczatce, w wyniku czego zginęło wszystkich 28 osób na pokładzie.
- 2023 – Inwazja Rosji na Ukrainę: w wyniku rosyjskiego ataku rakietowego na budynek mieszkalny we Lwowie zginęło 10 osób, a 42 zostały ranne.

## Urodzili się
- 1423 – Antonio Manetti, włoski matematyk, architekt (zm. 1497)
- 1555 – Louis de Guise, francuski duchowny katolicki, arcybiskup Reims, kardynał (zm. 1588)
- 1580 – Johann Stobäus, niemiecki muzyk, kompozytor (zm. 1646)
- 1594 – Fryderyk V, margrabia Badenii-Durlach (zm. 1659)
- 1598 – Kirsten Munk, duńska arystokratka, druga, morganatyczna żona króla Danii i Norwegii Chrystiana IV (zm. 1658)
- 1623 – Jacopo Melani, włoski kompozytor (zm. 1676)
- 1630 – Nicolò Acciaioli, włoski kardynał (zm. 1719)
- 1650 – Fryderyk Kazimierz Kettler, książę Kurlandii i Semigalii, lennik Rzeczypospolitej Obojga Narodów (zm. 1698)
- 1659 – Albrecht Wolfgang, książę Hohenlohe-Langenburg (zm. 1715)
- 1664 – Gabriel Rzączyński, polski jezuita, poeta, fizjograf, zoolog, przyrodnik (zm. 1737)
- 1670 – Zofia Heska, księżniczka Hesji-Darmstadt, księżna Oettingen (zm. 1758)
- 1678 – Nicola Francesco Haym, włoski kompozytor (zm. 1729)
- 1686 – Antoine de Jussieu, francuski przyrodnik (zm. 1758)
- 1695 – Gian Francesco Brignole Sale II, genueński polityk, dyplomata, generał, mecenas sztuki (zm. 1760)
- 1710 – Jerónimo Grimaldi, włosko-hiszpański arystokrata, dyplomata, polityk (zm. 1789)
- 1736 – William Fleming, amerykański prawnik (zm. 1824)
- 1739 – Georges Jacob, francuski ebenista (zm. 1814)
- 1744 – Maria Józefa Burbon, infantka hiszpańska, księżna Neapolu i Sycylii (zm. 1801)
- 1747 – John Paul Jones, szkocki żeglarz, oficer amerykańskiej marynarki wojennej (zm. 1792)
- 1749:
  - Jan Dominik Jaśkiewicz, polski chemik, geolog, mineralog, lekarz (zm. 1809)
  - Józef Rafał Wereszczyński, polski szlachcic, polityk, poseł na Sejm Czteroletni (zm. ?)
- 1755 – John Flaxman, brytyjski rzeźbiarz, rysownik (zm. 1826)
- 1766 – Alexander Wilson, amerykański ornitolog (zm. 1813)
- 1767 – Jørgen Frantz Hammershaimb, farerski polityk, premier Wysp Owczych (zm. 1820)
- 1769 – Stefan Franciszek Deusdedit de Ravinel, francuski duchowny katolicki, męczennik, błogosławiony (zm. 1792)
- 1776 – Stefan Ziemięcki, polski generał brygady, uczestnik powstania listopadowego, oficer armii pruskiej (zm. 1847)
- 1777 – Peregrine Maitland, brytyjski wojskowy, administrator kolonialny (zm. 1854)
- 1778 – Jean Baptiste Bory de Saint-Vincent, francuski przyrodnik, oficer, polityk (zm. 1846)
- 1781 – Thomas Stamford Raffles, brytyjski administrator kolonialny, założyciel Singapuru (zm. 1826)
- 1782 – Maria Ludwika Burbon, królowa i regentka Etrurii (zm. 1824)
- 1783 – Frederick Cavendish Ponsonby, brytyjski arystokrata, wojskowy, polityk (zm. 1837)
- 1785 – William Jackson Hooker, brytyjski botanik, mykolog, wykładowca akademicki (zm. 1865)
- 1789 – Maria Izabela Burbon, królowa Obojga Sycylii (zm. 1848)
- 1790:
  - Sebastian Schiessler, austriacki pisarz, urzędnik wojskowy (zm. 1867)
  - Giuseppe Tominz, włoski malarz (zm. 1866)
- 1793 – Jacob De Kempenaer, holenderski polityk, premier Holandii (zm. 1870)
- 1794 – Wilhelm Hensel, niemiecki malarz, portrecista (zm. 1861)
- 1796 – Mikołaj I Romanow, car Rosji (zm. 1855)
- 1800 – Karl August Graf von Reisach, niemiecki duchowny katolicki, biskup Eichstätt, biskup koadiutor Monachium i Fryzyngi, kardynał (zm. 1869)
- 1805 – Johann Heinrich Strack, niemiecki architekt (zm. 1880)
- 1808 – Johann Gustav Bernhard Droysen, niemiecki historyk (zm. 1884)
- 1810 – Wilhelm Wirtemberski-Urach, hrabia Wirtembergii (zm. 1869)
- 1815 – Louis Pierre Gratiolet, francuski anatom, zoolog (zm. 1865)
- 1817 – Albert von Kölliker, szwajcarski anatom, fizjolog (zm. 1905)
- 1818 – Adolf Anderssen, niemiecki szachista (zm. 1879)
- 1822 – Witold Czartoryski, polski książę, polityk emigracyjny (zm. 1865)
- 1823:
  - Sophie Adlersparre, szwedzka feministka, wydawczyni, redaktorka, pisarka (zm. 1895)
  - Jakub (Domski), rosyjski biskup prawosławny (zm. 1889)
- 1830 – Antoni Halecki, polski podpułkownik w służbie austriackiej (zm. 1906)
- 1832 – Maksymilian I, arcyksiążę austriacki, cesarz Meksyku (zm. 1867)
- 1837 – Władysław Żeleński, polski kompozytor, pianista, organista (zm. 1921)
- 1838 – Vatroslav Jagić, chorwacki językoznawca, slawista, wykładowca akademicki (zm. 1923)
- 1840 – José María Velasco, meksykański malarz (zm. 1912)
- 1847 – Walter Runciman, brytyjski arystokrata, armator, polityk (zm. 1937)
- 1848 – Franciszek Rozwadowski, polski ziemianin, działacz gospodarczy i społeczny, polityk (zm. 1916)
- 1849 – Jan Władysław Zamoyski, polski ziemianin, polityk, kolekcjoner i mecenas sztuki (zm. 1923)
- 1851:
  - Iwan Łewynski, ukraiński architekt, inżynier budowlany (zm. 1919)
  - Apolinary Tarnawski, polski lekarz, pionier przyrodolecznictwa i geriatrii w Polsce (zm. 1943)
- 1853 – Roman Albinowski, polski podpułkownik piechoty (zm. 1922)
- 1856 – Otto Puchstein, niemiecki archeolog, historyk architektury (zm. 1911)
- 1857 – Ludwik Baldwin-Ramułt, polski porucznik, architekt, działacz społeczny (zm. 1929)
- 1858:
  - Jesús María Echavarría y Aguirre, meksykański duchowny katolicki, biskup Saltillo, czcigodny Sługa Boży (zm. 1954)
  - José Miguel Gómez, kubański wojskowy, polityk, prezydent Kuby (zm. 1921)
  - John Atkinson Hobson, brytyjski dziennikarz, myśliciel polityczny, ekonomista (zm. 1940)
  - William Irvine, australijski prawnik, polityk (zm. 1943)
- 1859 – Verner von Heidenstam, szwedzki poeta, prozaik, laureat Nagrody Nobla (zm. 1940)
- 1861 – Franz Keibel, niemiecki anatom, embriolog (zm. 1929)
- 1863 – Reginald McKenna, brytyjski polityk (zm. 1943)
- 1864 – Jules Jeanneney, francuski prawnik, polityk (zm. 1957)
- 1865:
  - Émile Jaques-Dalcroze, szwajcarski kompozytor, pedagog (zm. 1950)
  - Julian Steinhaus, polski i belgijski przyrodnik, autor prac naukowych, tłumacz (zm. 1922)
- 1866:
  - Charles Mangin, francuski generał (zm. 1925)
  - Jooseppi Julius Mikkola, fiński językoznawca, slawista, wykładowca akademicki (zm. 1946)
  - Walter Troeltsch, niemiecki ekonomista, wykładowca akademicki (zm. 1933)
- 1867 – Władimir Tokarew, rosyjski generał (zm. 1915)
- 1868 – Wiktoria Koburg, księżniczka brytyjska (zm. 1935)
- 1870 – Małgorzata Klementyna, arcyksiężniczka austriacka, księżniczka Thurn und Taxis (zm. 1955)
- 1872:
  - Alexander Hore-Ruthven, brytyjski arystokrata, wojskowy, polityk, gubernator generalny Australii (zm. 1955)
  - Maria Wittelsbach, księżniczka bawarska, księżna Kalabrii (zm. 1954)
- 1873 – Paul Keller, niemiecki pisarz (zm. 1932)
- 1874 – Jan Szczeszyński, działacz Związku Polaków w Niemczech (zm. 1940)
- 1876:
  - Luis Emilio Recabarren, chilijski polityk komunistyczny (zm. 1924)
  - Harry F. Sinclair, amerykański przemysłowiec (zm. 1956)
- 1877:
  - Niceto Alcalá-Zamora, hiszpański polityk, pierwszy prezydent II Republiki Hiszpańskiej (zm. 1949)
  - Włodzimierz Perzyński, polski prozaik, poeta, dramaturg (zm. 1930)
  - Aleksiej Riemizow, rosyjski pisarz (zm. 1957)
- 1878:
  - Ulrich Graf, niemiecki działacz nazistowski, Brigadeführer SS (zm. 1950)
  - Marmaduke Grove Vallejo, chilijski pułkownik, polityk socjalistyczny (zm. 1954)
  - Eino Leino, fiński poeta (zm. 1926)
- 1879 – Günther Burstyn, austriacki wojskowy, inżynier (zm. 1945)
- 1881:
  - James Conlin, angielski piłkarz (zm. 1917)
  - Elton Watkins, amerykański prawnik, polityk (zm. 1956)
- 1883:
  - Ralph Morgan, amerykański aktor (zm. 1956)
  - Emil Sommerstein, polski prawnik, adwokat, filozof, działacz spółdzielczy, polityk, poseł na Sejm RP i do KRN, członek PKWN pochodzenia żydowskiego (zm. 1957)
- 1884:
  - Willem Marinus Dudok, holenderski architekt (zm. 1974)
  - Harold Vanderbilt, amerykański przedsiębiorca (zm. 1970)
- 1885:
  - Władimir Artiemjew, rosyjski konstruktor rakiet (zm. 1962)
  - Ernst Busch, niemiecki feldmarszałek (zm. 1945)
  - Hjalmar Fredrik Gjertsen, norweski wojskowy, marynarz, pilot, polarnik (zm. 1958)
  - Aleksy Rżewski, polski działacz socjalistyczny i niepodległościowy, samorządowiec, pierwszy prezydent Łodzi (zm. 1939)
  - Aleksandr Tairow, rosyjski aktor, reżyser i reformator teatru (zm. 1950)
- 1886:
  - Marc Bloch, francuski historyk, uczestnik ruchu oporu pochodzenia żydowskiego (zm. 1944)
  - Kazimierz Hartleb, polski historyk (zm. 1951)
- 1887 – Annette Kellerman, australijska pływaczka, aktorka (zm. 1975)
- 1888 – Felice Berardo, włoski piłkarz (zm. 1956)
- 1891:
  - Earle S. MacPherson, amerykański inżynier motoryzacyjny (zm. 1960)
  - Conrad Olsen, norweski wioślarz (zm. 1970)
- 1892 – Willy Coppens, belgijski pilot wojskowy, as myśliwski (zm. 1986)
- 1893:
  - Hans Böhning, niemiecki pilot wojskowy, as myśliwski (zm. 1934)
  - Zbigniew Osostowicz, polski major dyplomowany piechoty (zm. 1940)
  - Lech Owron, polski aktor (zm. 1965)
- 1894 – Wit Tarnawski, polski pisarz, krytyk literacki (zm. 1988)
- 1896:
  - Roman Bereski, polski chorąży Legionów Polskich (zm. 1915)
  - Witold Boretti, polski inżynier i oficer, kawaler Virtuti Militari (zm. 1939)
  - Adolfs Lide, radziecki wojskowy, polityk (zm. 1941)
- 1897:
  - Anatolij Marienhof, rosyjski poeta, prozaik, dramaturg pochodzenia żydowskiego (zm. 1962)
  - Isaías Medina Angarita, wenezuelski polityk, prezydent Wenezueli (zm. 1953)
- 1898:
  - Hanns Eisler, niemiecki kompozytor pochodzenia austriackiego (zm. 1962)
  - Gustav Ucicky, niemiecki reżyser filmowy (zm. 1961)
- 1899:
  - Edvin Brorsson, szwedzki akwarysta (zm. 1988)
  - Susannah Mushatt Jones, amerykańska superstulatka (zm. 2016)
  - Folke Rogard, szwedzki prawnik, szachista, sędzia i działacz szachowy (zm. 1973)
  - Martial Van Schelle, belgijski bobsleista, pływak, pilot, przedsiębiorca (zm. 1943)
- 1900:
  - Frederica Sagor Maas, amerykańska scenarzystka filmowa, superstulatka (zm. 2012)
  - Frank Smythe, brytyjski wspinacz, pisarz, fotograf, botanik (zm. 1949)
- 1901:
  - Stanisław Rembek, polski nauczyciel, działacz konspiracyjny, pisarz (zm. 1985)
  - Pawieł Rotmistrow, radziecki dowódca wojskowy, główny marszałek wojsk pancernych (zm. 1982)
- 1902 – Wiktoria Goryńska, polska malarka, graficzka (zm. 1945)
- 1903 – Hugo Theorell, szwedzki naukowiec, laureat Nagrody Nobla (zm. 1982)
- 1904 – Ted Carroll, amerykański grafik, dziennikarz (zm. 1973)
- 1905:
  - Piatro Hlebka, białoruski poeta, tłumacz, językoznawca (zm. 1969)
  - Piotr Zacharow, radziecki generał major, polityk (zm. 1974)
- 1906 – Cuth Harrison, brytyjski kierowca wyścigowy (zm. 1981)
- 1907:
  - Jaroslav Foglar, czeski autor literatury dziecięcej i młodzieżowej (zm. 1999)
  - Frida Kahlo, meksykańska malarka (zm. 1954)
- 1908 – Władysław Błądziński, polski michalita, męczennik, błogosławiony (zm. 1944)
- 1909:
  - Jean Taris, francuski pływak (zm. 1977)
  - Edmund Urbański, polski historyk, antropolog, dziennikarz (zm. 1996)
- 1910:
  - Lothar Collatz, niemiecki matematyk (zm. 1990)
  - Dorothy Kirsten, amerykańska śpiewaczka operowa (sopran) (zm. 1992)
- 1911 – Czesław Grudziński, polski kompozytor, pedagog (zm. 1992)
- 1912:
  - Rudolf Deyl młodszy, czeski aktor (zm. 1967)
  - Gerhard Ebeling, niemiecki teolog ewangelicki (zm. 2001)
  - Heinrich Harrer, austriacki wspinacz, geograf, pisarz, nauczyciel (zm. 2006)
  - Molly Yard, amerykańska feministka (zm. 2005)
- 1913 – Jiří Hájek, czechosłowacki polityk (zm. 1993)
- 1914:
  - Henryk Holder, polski pułkownik, naczelny prokurator wojskowy pochodzenia żydowskiego (zm. 1980)
  - Ernest Kirkendall, amerykański chemik, metalurg (zm. 2005)
  - Vincent James McMahon, amerykański promotor wrestlingu (zm. 1984)
- 1916:
  - Walther Siegmund-Schultze, niemiecki muzykolog, historyk muzyki (zm. 1993)
  - Unica Zürn, niemiecka pisarka, rysowniczka (zm. 1970)
- 1917:
  - Heribert Barrera, kataloński chemik, matematyk, polityk (zm. 2011)
  - Arthur Lydiard, nowozelandzki lekkoatleta, długodystansowiec, trener (zm. 2004)
- 1918 – Sebastian Cabot, brytyjski aktor (zm. 1977)
- 1919 – Robert Mougin, francuski kierowca wyścigowy
- 1920:
  - Janusz Bylczyński, polski aktor (zm. 1990)
  - Stefan Jaroszek, polski działacz ludowy, polityk, poseł na Sejm Ustawodawczy (zm. 2013)
- 1921:
  - Charles A. Ferguson, amerykański językoznawca, socjolingwista (zm. 1998)
  - Billy Mauch, amerykański aktor (zm. 2006)
  - Bobby Mauch, amerykański aktor (zm. 2007)
  - Nancy Reagan, amerykańska aktorka, pierwsza dama (zm. 2016)
- 1922:
  - Czesław Borecki, polski funkcjonariusz organów bezpieczeństwa PRL (zm. 1978)
  - William Schallert, amerykański aktor (zm. 2016)
- 1923:
  - Zofia Czekalska, polska działaczka kombatancka, uczestniczka powstania warszawskiego (zm. 2024)
  - Wojciech Jaruzelski, polski generał armii, polityk, działacz komunistyczny, I sekretarz KC PZPR, minister obrony narodowej, przewodniczący Rady Państwa, premier PRL, prezydent RP (zm. 2014)
  - Jerzy (Khodr), libański duchowny prawosławny
  - Cathy O’Donnell, amerykańska aktorka (zm. 1970)
- 1924:
  - Louie Bellson, amerykański perkusista jazzowy, kompozytor, aranżer pochodzenia włoskiego (zm. 2009)
  - Jacques Heers, francuski historyk, mediewista, wykładowca akademicki (zm. 2013)
  - Joseph F. Holt, amerykański polityk (zm. 1997)
  - Chanpasza Nuradiłow, radziecki sierżant (zm. 1942)
  - Robert White, amerykański generał major pilot (zm. 2010)
  - Giennadij Woronowski, radziecki polityk (zm. 2008)
- 1925:
  - Merv Griffin, amerykański aktor, piosenkarz, pianista (zm. 2007)
  - Bill Haley, amerykański piosenkarz (zm. 1981)
- 1926:
  - Leszek Kołacz, polski architekt, powstaniec warszawski (zm. 2021)
  - Sulev Vahtre, estoński historyk, wykładowca akademicki (zm. 2007)
- 1927:
  - Johannes Hendrikus Donner, holenderski szachista (zm. 1988)
  - Janet Leigh, amerykańska aktorka (zm. 2004)
- 1928 – Wally Osterkorn, amerykański koszykarz (zm. 2012)
- 1929:
  - Teresa Byszewska, polska plastyczka, ilustratorka, plakacistka, graficzka (zm. 2018)
  - Hélène Carrère d’Encausse, francuska historyk, nauczycielka akademicka, polityk, eurodeputowana (zm. 2023)
  - Czesław Domin, polski duchowny katolicki, biskup koszaliński (zm. 1996)
- 1930:
  - Ian Burgess, brytyjski kierowca wyścigowy (zm. 2012)
  - Anthony Byrne, irlandzki bokser (zm. 2013)
  - Herbert Erhardt, niemiecki piłkarz (zm. 2010)
  - Wiesław Rogowski, polski poeta, prozaik (zm. 2002)
  - Michel Schooyans, belgijski duchowny katolicki, filozof (zm. 2022)
- 1931:
  - Vladimír Blucha, czeski historyk, geograf (zm. 2020)
  - Louis Mexandeau, francuski historyk, nauczyciel, polityk, minister poczty (zm. 2023)
  - Klemens Mikuła, polski architekt (zm. 2014)
  - Della Reese, amerykańska aktorka, piosenkarka (zm. 2017)
  - Aloyzas Sakalas, litewski inżynier, polityk, wicemarszałek Sejmu, eurodeputowany (zm. 2022)
  - Rudolf Szanwald, austriacki piłkarz (zm. 2013)
- 1933:
  - Pieter Kooijmans, holenderski prawnik, dyplomata, minister spraw zagranicznych, sędzia Międzynarodowego Trybunału Sprawiedliwości (zm. 2013)
  - Jean-Pierre Mocky, francuski aktor, reżyser i scenarzysta filmowy (zm. 2019)
- 1934 – Jerzy Złotnicki, polski aktor (zm. 2021)
- 1935:
  - Tenzin Gjaco, XIV Dalajlama, duchowy przywódca Tybetu
  - Konstanty Tarasiewicz, białoruski inżynier, działacz polskiej mniejszości narodowej
- 1936:
  - Dave Allen, irlandzki komik (zm. 2005)
  - Anthony Fernandes, indyjski duchowny katolicki, biskup Bareilly (zm. 2023)
  - Maria Stodolna, polska lekkoatletka, płotkarka (zm. 2019)
- 1937:
  - Władimir Aszkenazi, rosyjski pianista, dyrygent pochodzenia żydowskiego
  - Ned Beatty, amerykański aktor (zm. 2021)
  - Ernesto Figueiredo, portugalski piłkarz
  - Michael Sata, zambijski polityk, prezydent Zambii (zm. 2014)
- 1938:
  - Ołeh Bazyłewycz, ukraiński piłkarz, trener (zm. 2018)
  - Elżbieta Gacek, polska prawnik, poetka, polityk, wicemarszałek Sejmu PRL
  - Jerzy Grupiński, polski poeta, krytyk literacki, edytor
- 1939:
  - Michał Boszko, polski pedagog, samorządowiec, polityk, senator RP
  - Jet Harris, brytyjski muzyk, basista, członek zespołu The Shadows (zm. 2011)
  - Mary Elizabeth Peters, brytyjska lekkoatletka, wieloboistka
- 1940:
  - Rex Cawley, amerykański lekkoatleta, płotkarz (zm. 2022)
  - Wiktor Kuźkin, rosyjski hokeista (zm. 2008)
  - Nursułtan Nazarbajew, kazachski polityk, prezydent Kazachstanu
  - Tove Skutnabb-Kangas, fińska językoznawczyni (zm. 2023)
- 1941:
  - Czesław Borowicz, polski hokeista, samorządowiec, polityk
  - Pedro Carmona, wenezuelski polityk
  - Luis Cruzado, peruwiański piłkarz (zm. 2013)
  - Janusz Kozłowski, polski kontrabasista jazzowy (zm. 2016)
  - Fuad Quliyev, azerski polityk, premier Azerbejdżanu
- 1942 – Izora Rhodes-Armstead, amerykańska wokalistka, członkini zespołu The Weather Girls (zm. 2004)
- 1943:
  - Muhamet Kapllani, albański dyplomata, polityk
  - Richard Konkolski, czeski żeglarz, marynista
  - Antoni Nowakowski, polski inżynier, specjalista z zakresu biocybernetyki i inżynierii biomedycznej, wykładowca akademicki
- 1944:
  - Gunhild Hoffmeister, niemiecka lekkoatletka, biegaczka średniodystansowa
  - Claude-Michel Schönberg, francuski kompozytor pochodzenia węgierskiego
- 1946:
  - George W. Bush, amerykański polityk, prezydent USA
  - Tiemen Groen, holenderski kolarz torowy i szosowy
  - Per Pettersen, norweski piłkarz
  - Peter Singer, australijski filozof
  - Sylvester Stallone, amerykański aktor, reżyser i scenarzysta filmowy
- 1947:
  - Seryk Berdalin, kazachski piłkarz, trener
  - Helena Cichocka, polska filolog klasyczny
  - Shelley Hack, amerykańska aktorka
  - Zenon Szordykowski, polski lekkoatleta, średniodystansowiec
  - Irena Wiszniewska-Białecka, polska prawnik (zm. 2018)
- 1948:
  - Nathalie Baye, francuska aktorka
  - Bodo Kirchhoff, niemiecki pisarz
  - Andrzej Szkaradek, polski związkowiec, polityk, poseł na Sejm RP
  - Jeff Webb, amerykański koszykarz
- 1949:
  - Noli de Castro, filipiński dziennikarz, polityk, wiceprezydent Filipin
  - Aleksander Naumow, polski slawista, literaturoznawca, wykładowca akademicki
  - Alaksandr Pałyszenkau, białoruski inżynier budownictwa, polityk
- 1950:
  - Gabriele Albertini, włoski prawnik, polityk, samorządowiec, burmistrz Mediolanu, senator, eurodeputowany
  - Wouter Basson, południowoafrykański kardiolog
  - Drew Casen, amerykański brydżysta
  - Jacek Cygan, polski autor tekstów piosenek, poeta, scenarzysta, autor musicalowy, juror i organizator festiwali muzycznych
  - Kazimierz Długopolski, polski kombinator norweski
  - Geraldine James, brytyjska aktorka
  - Sułtanbaj Rachmanow, ukraiński sztangista (zm. 2003)
- 1951:
  - Geert Bourgeois, belgijski i flamandzki polityk
  - Adrian Iorgulescu, rumuński kompozytor, muzykolog, polityk
  - Zygmunt Krukowski, polski poeta, dramaturg tłumacz, felietonista (zm. 2013)
  - Stefan Lis, polski chemik, wykładowca akademicki
  - Geoffrey Rush, australijski aktor, producent filmowy
  - Simon-Pierre Saint-Hillien, haitański duchowny katolicki, biskup Hinche (zm. 2015)
- 1952:
  - Tatjana Gojszczik, rosyjska lekkoatletka, sprinterka
  - Grant Goodeve, amerykański aktor
  - Lis Jensen, duńska polityk, eurodeputowana
  - Hilary Mantel, brytyjska pisarka (zm. 2022)
  - Sebastiano Sanzarello, włoski lekarz, polityk, senator i eurodeputowany
  - Renen Schorr, izraelski reżyser, scenarzysta i producent filmowy (zm. 2025)
  - Thomas Sjöberg, szwedzki piłkarz
  - Mehmet Ali Talat, turecki polityk, premier i prezydent Cypru Północnego
  - Ani Yudhoyono, indonezyjska pierwsza dama (zm. 2019)
  - Marek Zirk-Sadowski, polski prawnik, wykładowca akademicki, prezes NSA
- 1953:
  - Tom Godal, norweski żużlowiec
  - Reneta Indżowa, bułgarska ekonomistka, polityk, premier Bułgarii
  - Kaiser Kalambo, zambijski piłkarz, trener (zm. 2014)
  - Teresa Nesteruk, polska zoolog, wykładowczyni akademicka (zm. 2019)
  - Štefan Sečka, słowacki duchowny katolicki, biskup spiski (zm. 2020)
- 1954:
  - Maria Barysz, polska chemik
  - Allyce Beasley, amerykańska aktorka
  - Grzegorz Skawiński, polski gitarzysta, wokalista, członek zespołu Kombii
  - Jason Thompson, amerykański baseballista
- 1955:
  - Szarif Isma’il, egipski inżynier, polityk, premier Egiptu (zm. 2023)
  - Elefterios Sinadinos, grecki generał, polityk
  - Johan Vande Lanotte, belgijski i flamandzki polityk
- 1956:
  - Marek Bieńczyk, polski pisarz, historyk literatury, tłumacz, eseista, enolog
  - Ołeh Szamszur, ukraiński polityk, dyplomata
- 1957:
  - Gustaw Cieślar, polski duchowny baptystyczny, przewodniczący Rady Kościoła Chrześcijan Baptystów w RP
  - Lauro Corona, brazylijski aktor (zm. 1989)
- 1958:
  - Rudi Fink, niemiecki bokser
  - Duško Marković, czarnogórski polityk, premier Czarnogóry
  - Sławomir Orzechowski, polski aktor
  - Arnaldo Otegi, baskijski polityk nacjonalistyczny
  - Małgorzata Zwiercan, polska działaczka, polityk, posłanka na Sejm RP
- 1959:
  - Rafał Dutkiewicz, polski samorządowiec, prezydent Wrocławia
  - Mike Hallett, brytyjski snookerzysta, komentator telewizyjny
  - Ángela Vallina, hiszpańska polityk
- 1960:
  - Valerie Brisco-Hooks, amerykańska lekkoatletka, sprinterka
  - Ludmyła Denisowa, ukraińska polityk, prawniczka
- 1961:
  - Sławomir Adamus, polski piłkarz, trener
  - Robin Antin, amerykańska choreografka, tancerka, aktorka
  - Benita Fitzgerald-Brown, amerykańska lekkoatletka, płotkarka
- 1962:
  - Todd Bennett, brytyjski lekkoatleta, sprinter (zm. 2013)
  - Peter Hedges, amerykański pisarz, scenarzysta i reżyser filmowy
  - Bogdan Włosik, polski robotnik (zm. 1982)
- 1963:
  - Marek Kulas, polski kolarz szosowy
  - Jacek Pawlicki, polski polityk, poseł na Sejm RP
- 1964:
  - Cristina D’Avena, włoska piosenkarka, aktorka
  - Jolanta Janota, polska lekkoatletka, sprinterka
  - Lillie Leatherwood, amerykańska lekkoatletka, sprinterka
  - John Ottman, amerykański kompozytor, montażysta i reżyser filmowy
  - Serapion, rosyjski duchowny prawosławny, biskup kokczetawski i akmoliński (zm. 2025)
  - Cezary Stryjak, polski polityk, poseł na Sejm RP
- 1965:
  - Beata Bednarz, polska piosenkarka, muzyk
  - Maciej Gąsiorek, polski aktor
  - Paweł Kowalski, polski pianista
  - Jens Müller, niemiecki saneczkarz
  - Marian Widz, polski rolnik, polityk, poseł na Sejm RP
  - Anna Zalewska, polska nauczycielka, działaczka samorządowa, polityk, poseł na Sejm RP, minister edukacji narodowej, eurodeputowana
- 1966:
  - Jarosław Janicki, polski lekkoatleta, ultramaratończyk
  - Andrzej Kozakiewicz, polski gitarzysta, członek zespołów: Pidżama Porno i Strachy na Lachy
  - Cezary Łazarewicz, polski dziennikarz, publicysta
  - Jiří Macháček, czeski aktor, scenarzysta filmowy, wokalista, autor tekstów, członek zespołu Mig 21
  - Jacek Oniszczuk, polski duchowny katolicki, jezuita, teolog, biblista (zm. 2017)
- 1967:
  - Heather Nova, brytyjska piosenkarka, kompozytorka
  - Arkadiusz Szkutnik, polski generał brygady
- 1968:
  - Krzysztof Czarnota, polski satyryk
  - Ireneusz Czop, polski aktor
  - Bogusław Bosak, polski polityk, lekarz, poseł na Sejm RP
  - Tomasz Goliasz, polski kajakarz, kanadyjkarz
  - Sylvain Guillaume, francuski kombinator norweski
- 1969:
  - Beverly McClellan, amerykańska wokalistka rockowa (zm. 2018)
  - Serafim Todorow, bułgarski bokser
  - Brian Van Holt, amerykański aktor, model
- 1970:
  - Regla Bell, kubańska siatkarka
  - Roger Cicero, niemiecki wokalista jazzowy (zm. 2016)
  - Inspectah Deck, amerykański raper, producent muzyczny
  - Antonio Harvey, amerykański koszykarz
  - Martin Smith, brytyjski gitarzysta, wokalista, autor tekstów, członek zespołu Delirious?
  - Wojciech Stępień, polski siatkarz
- 1971:
  - Adam Laurent, amerykański kolarz torowy i szosowy
  - Ireneusz Zmora, polski piłkarz, trener, działacz sportowy
- 1972:
  - Maciej Adamczyk, polski aktor
  - Laurent Gaudé, francuski pisarz
  - Zigmunds Jansons, łotewski zapaśnik (zm. 2024)
  - Ryszard Petru, polski ekonomista, polityk, poseł na Sejm RP
  - Żanna Pintusewicz-Block, ukraińska lekkoatletka, sprinterka
  - Lee Priest, australijski kulturysta
- 1973:
  - Giorgi Kinkladze, gruziński piłkarz
  - Łukasz Nowicki, polski aktor, prezenter telewizyjny
  - Takafumi Ogura, japoński piłkarz
  - William Lee Scott, amerykański aktor
- 1974:
  - Tomasz Hinc, polski menedżer polityk, wojewoda zachodniopomorski
  - Michał Opaliński, polski perkusista, członek zespołu Feel
  - Zé Roberto, brazylijski piłkarz
  - Witalij Semenczenko, ukraiński hokeista
- 1975:
  - 50 Cent, amerykański raper, aktor, przedsiębiorca
  - Leonardo Lourenço Bastos, brazylijski piłkarz
  - Sebastián Rulli, meksykański aktor, model
  - Harlington Shereni, zimbabwejski piłkarz
- 1976:
  - Ophélie David, francuska narciarka dowolna
  - Rory Delap, irlandzki piłkarz
  - Modiri Marumo, botswański piłkarz, bramkarz
- 1977:
  - Mirela Corjeauțanu, rumuńska siatkarka
  - Li Jinyu, chiński piłkarz
  - Maks Mirny, białoruski tenisista
  - Kamila Porczyk, polska fotomodelka, zawodniczka MMA
- 1978:
  - António Aguilar, portugalski rugbysta
  - Adam Busch, amerykański aktor
  - Tamera Mowry, amerykańska aktorka
  - Tia Mowry, amerykańska aktorka
- 1979:
  - Mohsen Bengar, irański piłkarz
  - Mirsad Bešlija, bośniacki piłkarz
  - Kevin Hart, amerykański komik, aktor, producent telewizyjny i filmowy
  - Cédric Kanté, malijski piłkarz
  - Uładzimir Karyćka, białoruski piłkarz
  - Adil as-Salimi, jemeński piłkarz
  - Abdul Salis, brytyjski aktor pochodzenia ghańskiego
  - Goran Šprem, chorwacki piłkarz ręczny
  - Jan van Weyde, niemiecki aktor
- 1980:
  - Pau Gasol, hiszpański koszykarz
  - Eva Green, francuska aktorka, modelka pochodzenia szwedzko-żydowskiego
  - Joell Ortiz, amerykański raper pochodzenia portorykańskiego
- 1981:
  - Jelena Kostanić Tošić, chorwacka tenisistka
  - Magda Mihalache, rumuńska tenisistka
  - LaToya Thomas, amerykańska koszykarka
- 1982:
  - Gabriel Bergen, kanadyjski wioślarz
  - Julius Brink, niemiecki siatkarz plażowy
  - Christian Ehrhoff, niemiecki hokeista
  - Magdalena Młot, polska piłkarka ręczna
  - Tay Zonday, amerykański piosenkarz, kompozytor
- 1983:
  - Elis Guri, bułgarski zapaśnik pochodzenia albańskiego
  - Andrij Małysz, ukraiński koszykarz
  - David Price, brytyjski bokser
  - Elżbieta Skowrońska, polska siatkarka
  - Gregory Smith, kanadyjski bokser
- 1984:
  - Hraczik Dżawachian, ormiański bokser
  - Lauren Harris, brytyjska piosenkarka
  - Amber Liu, amerykańska tenisistka
  - Shenay Perry, amerykańska tenisistka
  - Zhang Hao, chiński łyżwiarz figurowy
- 1985:
  - Maria Arredondo, norweska piosenkarka
  - Rebecca Camilleri, maltańska lekkoatletka, skoczkini w dal
  - Stefano Chiapolino, włoski skoczek narciarski
  - Niklas Edin, szwedzki curler
  - Justyna Moniuszko, polska stewardesa (zm. 2010)
  - Dominik Płócienniczak, polski piłkarz ręczny (zm. 2019)
- 1986:
  - Veronica Angeloni, włoska siatkarka
  - Sarah Gronert, niemiecka tenisistka
- 1987:
  - Bartosz Białkowski, polski piłkarz, bramkarz
  - Karolina Jodkowska, polska lekkoatletka, skoczkini wzwyż
  - Manteo Mitchell, amerykański lekkoatleta, sprinter
  - Kate Nash, brytyjska piosenkarka, autorka tekstów
  - Caroline Trentini, brazylijska modelka
- 1988:
  - Nurdin Bakari, tanzański piłkarz
  - Sarah Barrable-Tishauer, kanadyjska aktorka
  - Mateusz Cetnarski, polski piłkarz
  - Abi Olajuwon, amerykańsko-nigeryjska koszykarka, trenerka
- 1989:
  - Carolus Andriamahitsinoro, madagaskarski piłkarz
  - Jakub Jesionowski, polski piłkarz plażowy
  - Angelika Kurowska, polska aktorka
  - Li Ling, chińska lekkoatletka, tyczkarka
  - Srđan Stanić, bośniacki piłkarz
- 1990:
  - Jae Crowder, amerykański koszykarz
  - Gilberto Duarte, portugalski piłkarz ręczny
  - Marcin Dymała, polski koszykarz
  - Maksim Grigorjew, rosyjski piłkarz
  - Ilana Kratysz, izraelska zapaśniczka
  - Ihar Kuźmianok, białoruski piłkarz
  - Daiana Mureșan, rumuńska siatkarka
  - Jeremy Suarez, amerykański aktor
- 1991:
  - Kelsie Ahbe, kanadyjska lekkoatletka, tyczkarka
  - Kadeem Batts, amerykański koszykarz
  - Jonas Bergstedt, duński koszykarz
  - Beatrice Chepkoech, kenijska lekkoatletka, biegaczka średnio- i długodystansowa
  - Philip Milanov, belgijski lekkoatleta, młociarz pochodzenia bułgarskiego
  - Victoire Thivisol, francuska aktorka
  - Maurice Torres, portorykański siatkarz
  - Noah Wallace, amerykański narciarz dowolny
- 1992:
  - Dominik Furman, polski piłkarz
  - Han Na-lae, południowokoreańska tenisistka
  - Liang Wenhao, chiński łyżwiarz szybki, specjalista short tracku
  - Desmond Washington, amerykański koszykarz
- 1993:
  - Jana Burczeska, macedońska piosenkarka
  - Wilfried Kanon, iworyjski piłkarz
  - Mukuka Mulenga, zambijski piłkarz
  - Neira Ortiz, portorykańska siatkarka
  - Jonathan Rodríguez, urugwajski piłkarz
- 1994:
  - Scotty James, australijski snowboardzista
  - Camilla Rosso, brytyjska aktorka
  - Rebecca Rosso, brytyjska aktorka
  - Lisa Schut, holenderska szachistka
- 1995:
  - Samuele Campo, szwajcarski piłkarz pochodzenia włoskiego
  - Shivpal Singh, indyjski lekkoatleta, oszczepnik
  - Alexandria Town, kanadyjska zapaśniczka
  - Gregor Vezonik, słoweński wspinacz sportowy
- 1996:
  - Bernhard Flaschberger, austriacki kombinator norweski
  - Noelina Madarieta, argentyńska lekkoatletka, tyczkarka
  - Sandra Näslund, szwedzka narciarka dowolna
- 1997:
  - Fabian Bösch, szwajcarski narciarz dowolny
  - Kyle Mack, amerykański snowboardzista
- 1998:
  - Sumit Antil, indyjski niepełnosprawny lekkoatleta, oszczepnik
  - Faitout Maouassa, francuski piłkarz pochodzenia kongijskiego
  - Adam Miniak, polski siatkarz
  - Ibrahima Ndiaye, senegalski piłkarz
- 1999:
  - Lamia Chemlal, algierska zapaśniczka
  - Dienis Chodykin, rosyjski łyżwiarz figurowy
  - Denis Drăguș, rumuński piłkarz
  - Lukáš Vašina, czeski siatkarz
- 2000:
  - Mateo Klimowicz, niemiecki piłkarz pochodzenia argentyńskiego
  - Jesperi Kotkaniemi, fiński hokeista
  - Michael Obafemi, irlandzki piłkarz pochodzenia nigeryjskiego
  - Leo Román, hiszpański piłkarz, bramkarz
  - James Sands, amerykański piłkarz
  - Zion Williamson, amerykański koszykarz
- 2001 – Walker Kessler, amerykański koszykarz
- 2002 – Julia Awdiejewa, rosyjska tenisistka
- 2003:
  - Maks Kaśnikowski, polski tenisista
  - Diether Vásquez, peruwiański piłkarz
- 2004 – Elián Irala, argentyński piłkarz
- 2006:
  - Wiktoria Gajosz, polska lekkoatletka, sprinterka
  - Anel Ryce, panamski piłkarz

## Zmarli
- 371 p.n.e. – Kleombrotos I, król Sparty (ur. ?)
- 918 – Wilhelm I Pobożny, książę Akwitanii (ur. ?)
- 1164 – Adolf II, hrabia Holsztynu (ur. 1128)
- 1189 – Henryk II Plantagenet, król Anglii (ur. 1133)
- 1249 – Aleksander II, król Szkocji (ur. 1198)
- 1273 – (lub 8 lipca) Anno von Sangershausen, wielki mistrz zakonu krzyżackiego (ur. ?)
- 1303 – Otto VI Mały, margrabia Brandenburgii-Salzwedel (ur. ok. 1255)
- 1325 – Ismail I, władca emiratu Grenady (ur. 1279)
- 1415 – Jan Hus, czeski reformator religijny, twórca husytyzmu (ur. ok. 1370)
- 1476 – Regiomontanus, niemiecki matematyk, astronom, astrolog (ur. 1436)
- 1480 – Antonio Squarcialupi, włoski kompozytor (ur. 1416)
- 1483 – Edward V York, król Anglii (ur. 1470)
- 1533 – Ludovico Ariosto, włoski poeta (ur. 1474)
- 1535 – Thomas More, angielski myśliciel, pisarz, polityk (ur. 1478)
- 1553 – Edward VI Tudor, król Anglii (ur. 1537)
- 1568 – Johannes Oporinus, szwajcarski humanista, drukarz (ur. 1507)
- 1571 – Motonari Mōri, japoński daimyō (ur. 1497)
- 1592 – Jan Jerzy, książę oławski (ur. 1552)
- 1608 – Krzysztof Komorowski, polski szlachcic, kasztelan sądecki i oświęcimski, właściciel państwa żywieckiego (ur. ok. 1542)
- 1624 – Ottavio Ridolfi, włoski duchowny katolicki, biskup Ariano Irpino, kardynał (ur. 1582)
- 1628:
  - Grzegorz Fentross, polski admirał (ur. ?)
  - Hans Kizero, polski kapitan (ur. ?)
- 1641 – Ludwik Burbon-Soissons, francuski arystokrata (ur. 1604)
- 1661 – Samuel Twardowski, polski szlachcic, poeta, epik, panegirysta, satyryk, tłumacz, historyk (ur. 1595–1600)
- 1737 – Pietro Torri, włoski kompozytor (ur. ok. 1650)
- 1748 – Krzysztof Antoni Szembek, polski duchowny katolicki, arcybiskup metropolita gnieźnieński i prymas Polski (ur. 1667)
- 1770 – Antoni Erazm Wołłowicz, polski duchowny katolicki, biskup łucki, sekretarz wielki litewski (ur. 1711)
- 1775 – Pietro Paolo Bencini, włoski kompozytor (ur. ok. 1670)
- 1788 – Kazimierz Kierski, polski szlachcic, polityk, kasztelan (ur. 1700)
- 1790 – George Augustus Eliott, brytyjski oficer, polityk kolonialny (ur. 1717)
- 1792 – Giovanni Battista Casali, włoski kompozytor (ur. 1715)
- 1793 – Joseph Agricol Viala, francuski ochotnik, rewolucjonista (ur. 1780)
- 1804 – Simon McTavish, szkocki przedsiębiorca (ur. 1750)
- 1805:
  - Uriah Forrest, amerykański polityk (ur. 1756)
  - Charles Théveneau de Morande, francuski dziennikarz, szpieg (ur. 1741)
- 1808 – William Bradford, amerykański lekarz, prawnik, polityk (ur. 1729)
- 1809 – Antoine-Charles-Louis de Lasalle, francuski generał kawalerii (ur. 1775)
- 1833 – Pierre-Narcisse Guérin, francuski malarz, grafik (ur. 1774)
- 1835:
  - Matija Čop, słoweński językoznawca (ur. 1797)
  - John Marshall, amerykański prawnik, polityk (ur. 1755)
- 1848 – Karol Godula, górnośląski przedsiębiorca (ur. 1781)
- 1852 – Franciszek Pawłowski, polski duchowny katolicki, biskup płocki (ur. 1774)
- 1853 – Józefina Osipowska, polska autorka literatury dziecięcej (ur. ?)
- 1854:
  - August Borsig, niemiecki fabrykant (ur. 1804)
  - Georg Ohm, niemiecki fizyk doświadczalny, matematyk, wykładowca akademicki (ur. 1789)
- 1865 – Zofia Wilhelmina von Holstein-Gottorp, księżniczka szwedzka, wielka księżna Badenii (ur. 1801)
- 1868 – Sanosuke Harada, japoński samuraj (ur. 1840)
- 1872 – Gregorio Gutiérrez González, kolumbijski poeta (ur. 1826)
- 1874 – Fox Maule-Ramsay, brytyjski arystokrata, polityk (ur. 1801)
- 1878 – Tomasz Paschalis Konarski, polski generał brygady (ur. 1792)
- 1882:
  - Nikolaus Friedreich, niemiecki patolog, neurolog (ur. 1825)
  - Tomás Guardia Gutiérrez, kostarykański generał, polityk, prezydent Kostaryki (ur. 1831)
- 1883 – Johann Ulrich Schiess, szwajcarski polityk, kanclerz federalny (ur. 1813)
- 1890 – Edwin Chadwick, brytyjski reformator społeczny (ur. 1800)
- 1893:
  - Guy de Maupassant, francuski pisarz (ur. 1850)
  - Józef Stolarczyk, polski duchowny katolicki, pierwszy proboszcz Zakopanego, taternik (ur. 1816)
- 1894:
  - François Ernest Mallard, francuski krystalograf, mineralog (ur. 1833)
  - Franz Joseph Julius Wilbrand, niemiecki lekarz medycyny sądowej, anatom (ur. 1811)
- 1895:
  - Stefan Stambołow, bułgarski polityk, premier Bułgarii (ur. 1854)
  - Edward A. Stevenson, amerykański polityk (ur. 1831)
- 1897 – Henri Meilhac, francuski dramaturg, librecista (ur. 1831)
- 1899 – Tytus Lemer, polski lekarz, działacz społeczny (ur. 1852)
- 1900 – Piotr Wang Zuolong, chiński męczennik i święty katolicki (ur. 1842)
- 1901 – Chlodwig zu Hohenlohe-Schillingsfürst, niemiecki arystokrata, polityk, kanclerz Rzeszy i premier Prus (ur. 1819)
- 1902:
  - Maria Goretti, włoska męczennica, święta (ur. 1890)
  - Leopoldo Miguez, brazylijski kompozytor, dyrygent (ur. 1850)
  - Andrejs Pumpurs, łotewski poeta (ur. 1841)
- 1903 – Witold Leitgeber, polski wydawca, księgarz, pisarz (ur. 1870)
- 1904 – Abaj Kunanbajew, kazachski poeta, kompozytor, filozof, działacz społeczno-kulturalny i polityczny (ur. 1845)
- 1906 – Józef Bykowski, polski działacz niepodległościowy (ur. ok. 1882)
- 1907 – August Johann Gottfried Bielenstein, niemiecko-bałtycki pastor, teolog, językoznawca, folklorysta, etnolog, archeolog, pedagog (ur. 1826)
- 1908 – Felipe Calderón y Roca, filipiński prawnik, dziennikarz, polityk (ur. 1868)
- 1911:
  - Hanna Barwinok, ukraińska pisarka, folklorystka (ur. 1828)
  - Kazimierz Hofman, polski pianista, kompozytor, pedagog (ur. 1842)
  - Otto Voges, niemiecki bakteriolog, wykładowca akademicki (ur. 1867)
- 1914 – Delmira Agustini, urugwajska poetka (ur. 1886)
- 1915:
  - Carl Kupperschmitt, niemiecki architekt (ur. 1858)
  - Leonard Rybarski, polski oficer Legionów Polskich (ur. 1892)
- 1916:
  - Mieczysław Miś, polski oficer Legionów Polskich (ur. 1895)
  - Odilon Redon, francuski malarz, grafik (ur. 1840)
  - Karol Rybasiewicz, polski dziennikarz, działacz niepodległościowy, oficer Legionów Polskich (ur. 1891)
  - Józef Rybka, polski oficer Legionów Polskich (ur. 1889)
- 1918:
  - Wilhelm von Mirbach-Harff, niemiecki dyplomata (ur. 1871)
  - Siemion Nachimson, rosyjski rewolucjonista pochodzenia żydowskiego (ur. 1885)
- 1919 – Paul Deussen, niemiecki filozof, indolog, historyk (ur. 1845)
- 1920 – Ludwik Morawski, polski podpułkownik (ur. 1868)
- 1921 – Alexander Bruce, brytyjski arystokrata, polityk (ur. 1849)
- 1922 – Maria Ledóchowska, polska zakonnca, misjonarka, błogosławiona (ur. 1863)
- 1925 – Władysław Paciorkiewicz, polski mechanik, wynalazca, przedsiębiorca (ur. 1876)
- 1926:
  - Adolf Lesser, niemiecki lekarz, profesor medycyny sądowej (ur. 1851)
  - Jan Jacek Serwin, polski porucznik, uczestnik powstania styczniowego (ur. 1843)
- 1929 – Jan Albrecht, polski duchowny katolicki, publicysta, działacz społeczny, polityk, senator RP (ur. 1872)
- 1930 – Ksawery Jaruzelski, polski ziemianin, agronom, major, polityk, poseł na Sejm RP (ur. 1882)
- 1931:
  - Edward Goodrich Acheson, amerykański inżynier, chemik, wynalazca (ur. 1856)
  - Dimitrios Kasdaglis, grecki tenisista (ur. 1872)
- 1932:
  - Kenneth Grahame, brytyjski pisarz (ur. 1859)
  - Józef Weyssenhoff, polski pisarz (ur. 1860)
- 1933:
  - Robert Kajanus, fiński kompozytor, dyrygent (ur. 1856)
  - Franciszek Maryański, polski działacz społeczny i cechowy, polityk, poseł na Sejm RP (ur. 1869)
- 1934 – Nestor Machno, rosyjski rewolucjonista, ataman Rewolucyjno-Powstańczej Armii Ukrainy (machnowców) (ur. 1888)
- 1939 – Sława Orłowska-Czerwińska, polska śpiewaczka operowa (sopran) (ur. 1897)
- 1941:
  - Ferdinand Blumenthal, niemiecki lekarz, pionier onkologii, wykładowca akademicki (ur. 1870)
  - Wojciech Brzega, polski pisarz, rzeźbiarz, snycerz, pedagog (ur. 1872)
  - Gieorgij Charaborkin, radziecki kapitan (ur. 1905)
  - Anton Reichenow, niemiecki ornitolog (ur. 1847)
- 1942 – Stanisław Nowotny, polski inżynier chemik, porucznik artylerii (ur. 1895)
- 1943:
  - Nazaria Ignacia March Mesa, hiszpańska zakonnica, święta katolicka (ur. 1889)
  - Maximilian von Schenckendorff, niemiecki generał (ur. 1875)
- 1944 – Chūichi Nagumo, japoński admirał (ur. 1887)
- 1945 – Adolf Bertram, niemiecki duchowny katolicki, biskup Hildesheim, arcybiskup metropolita wrocławski, kardynał (ur. 1859)
- 1946:
  - Ludwik Izierski, pułkownik audytor Wojska Polskiego (ur. 1873)
  - Bedri Pejani, albański polityk, publicysta (ur. 1885)
- 1948 – František Svoboda, czeski piłkarz (ur. 1906)
- 1950:
  - Hugh Grogan, amerykański zawodnik lacrosse (ur. 1872)
  - Tadeusz Kopeć, polski pediatra (ur. 1881)
  - Wacław Paszkowski, polski technolog, polityk, minister komunikacji (ur. 1881)
- 1952:
  - Maryse Bastié, francuska pilotka wojskowa (ur. 1898)
  - Sarghis Der-Abrahamian, ormiański duchowny ormiańskokatolicki, prowikariusz generalny Rzymu, ordynariusz wiernych obrządku ormiańskiego na Kaukazie i w Rzymie (ur. 1868)
  - Felix Huch, niemiecki pisarz (ur. 1880)
- 1953 – Annie Kenney, brytyjska sufrażystka (ur. 1879)
- 1954:
  - Julio Acosta García, kostarykański polityk, prezydent Kostaryki (ur. 1872)
  - Koichi Miyake, japoński psychiatra, neuropatolog (ur. 1876)
  - Cornelia Sorabji, indyjska pisarka, działaczka społeczna (ur. 1866)
- 1955 – Alfred Næss, norweski łyżwiarz szybki (ur. 1877)
- 1956:
  - Josef Chochol, czeski architekt, urbanista (ur. 1880)
  - Norbert Mueller, kanadyjski hokeista (ur. 1906)
- 1957 – Stefan Mitka, polski murarz, szopkarz krakowski (ur. 1889)
- 1958 – Luigi Musso, włoski kierowca wyścigowy (ur. 1924)
- 1959:
  - George Grosz, niemiecko-amerykański malarz, grafik, karykaturzysta (ur. 1893)
  - Richard Dacoury, francuski koszykarz, pochodzący z Wybrzeża Kości Słoniowej
- 1960 – Aneurin Bevan, brytyjski polityk (ur. 1897)
- 1961 – Władysław Grabowski, polski aktor (ur. 1883)
- 1962:
  - John Anderson, szkocki filozof (ur. 1893)
  - William Faulkner, amerykański prozaik, poeta, laureat Nagrody Nobla (ur. 1897)
  - Józef August Habsburg, arcyksiążę austriacki, dowódca wojskowy, polityk (ur. 1872)
- 1963 – Zdzisław Goliński, polski duchowny katolicki, biskup pomocniczy lubelski, biskup częstochowski (ur. 1908)
- 1968:
  - Sarah Millin, południowoafrykańska pisarka, publicystka (ur. 1889)
  - Herman Nyberg, szwedzki żeglarz sportowy (ur. 1880)
- 1970:
  - Marjorie Rambeau, amerykańska aktorka (ur. 1889)
  - Czesław Wróblewski, polski rolnik, działacz społeczny, polityk, poseł na Sejm RP (ur. 1892)
- 1971:
  - Louis Armstrong, amerykański trębacz i wokalista jazzowy (ur. 1901)
  - Ciro Verratti, włoski florecista (ur. 1907)
- 1973:
  - Joe E. Brown, amerykański aktor (ur. 1892)
  - Otto Klemperer, niemiecki dyrygent (ur. 1885)
- 1974 – Francis Blanche, francuski aktor (ur. 1919)
- 1976 – Zhu De, chiński wojskowy, polityk (ur. 1886)
- 1977 – Siergiej Krugłow, radziecki wysoki funkcjonariusz służb specjalnych, polityk (ur. 1907)
- 1978:
  - Jan Drewnowski, polski filozof (ur. 1896)
  - Ernest Marples, brytyjski polityk (ur. 1907)
- 1979:
  - Antonio María Barbieri, urugwajski duchowny katolicki, arcybiskup Montevideo, kardynał (ur. 1892)
  - Elizabeth Ryan, amerykańska tenisistka (ur. 1892)
- 1982 – Alma Reville, brytyjska scenarzystka i montażystka filmowa (ur. 1899)
- 1984:
  - Natalja Mienczinska, rosyjska psycholog (ur. 1905)
  - Fernand Tavano, francuski kierowca wyścigowy (ur. 1933)
  - Mina Wylie, australijska pływaczka (ur. 1891)
- 1987:
  - Józef Burszta, polski etnolog, socjolog, historyk (ur. 1914)
  - Wacława Sakowicz, polska pianistka, kameralistka, pedagog (ur. 1896)
- 1988 – Witold Juliusz Kapuściński, polski pisarz (ur. 1910)
- 1989:
  - János Kádár, węgierski polityk komunistyczny, sekretarz generalny KC Węgierskiej Socjalistycznej Partii Robotniczej, premier Węgier (ur. 1912)
  - Einar Fróvin Waag, farerski polityk (ur. 1894)
- 1990:
  - Měrćin Nowak-Njechorński, serbołużycki pisarz, malarz (ur. 1900)
  - Georg Schmidt, austriacki trener piłkarski (ur. 1927)
- 1991:
  - Raymond Boisset, francuski lekkoatleta, sprinter (ur. 1912)
  - Anton Jugow, bułgarski polityk komunistyczny, premier Bułgarii (ur. 1904)
- 1992 – Amadeus August, niemiecki aktor (ur. 1942)
- 1993 – Tadeusz Fangrat, polski poeta, satyryk, tłumacz (ur. 1912)
- 1994:
  - Baruch Azanja, izraelski prawnik, polityk (ur. 1905)
  - Cameron Mitchell, amerykański aktor (ur. 1918)
  - Władysław Radzik, polski inżynier (ur. 1919)
  - Stanisław Reymont, polski działacz i polityk ludowy (ur. 1903)
- 1995 – Aziz Nesin, turecki pisarz, satyryk (ur. 1915)
- 1996 – Jewgienij Rogow, rosyjski hokeista, piłkarz, trener piłkarski (ur. 1929)
- 1998 – Roy Rogers, amerykański aktor, piosenkarz (ur. 1911)
- 1999:
  - Maksymilian Rode, polski biskup Kościoła polskokatolickiego (ur. 1911)
  - Joaquín Rodrigo, hiszpański kompozytor (ur. 1901)
  - Andrzej Szajewski, polski aktor (ur. 1937)
- 2000:
  - Łazar Koliszewski, macedoński i jugosłowiański polityk, premier, prezydent Jugosławii (ur. 1914)
  - Władysław Szpilman, polski pianista, kompozytor, aranżer pochodzenia żydowskiego (ur. 1911)
- 2001 – Enrique Mateos, hiszpański piłkarz, trener (ur. 1934)
- 2002:
  - John Frankenheimer, amerykański reżyser i producent filmowy (ur. 1930)
  - Abdul Kadir, afgański polityk (ur. 1951)
  - Kenneth Koch, amerykański poeta, dramaturg (ur. 1925)
  - Michał Sulej, polski kompozytor, dyrygent, pedagog (ur. 1928)
- 2003:
  - Michaił Antoniewicz, rosyjski piłkarz, trener (ur. 1912)
  - Buddy Ebsen, amerykański aktor, tancerz (ur. 1908)
  - Antal Kotász, węgierski piłkarz (ur. 1929)
  - Ignacio Velasco, wenezuelski duchowny katolicki, arcybiskup Caracas, kardynał (ur. 1929)
- 2004:
  - Rabin Bhatta, indyjski bokser (ur. 1924)
  - Wacław Ciepłucha, polski kapral (ur. 1915)
  - Kazimierz Dorosz, polski działacz socjalistyczny, dyplomata (ur. 1914)
  - Eric Douglas, amerykański aktor (ur. 1958)
  - Walter Frentz, niemiecki fotograf, operator i producent filmowy (ur. 1907)
  - Thomas Klestil, austriacki dyplomata, polityk, prezydent Austrii (ur. 1932)
  - Arkadij Sawczenko, białoruski śpiewak operowy (baryton) (ur. 1936)
- 2005:
  - Huang Kun, chiński fizyk (ur. 1919)
  - Evan Hunter, amerykański pisarz, scenarzysta filmowy (ur. 1925)
  - Claude Simon, francuski prozaik, eseista, laureat Nagrody Nobla (ur. 1913)
- 2006:
  - Jerzy Lewiński, polski adwokat, redaktor pochodzenia żydowskiego (ur. 1911)
  - Tadeusz Piaczyński, polski duchowny katolicki (ur. 1934)
- 2007:
  - Georg Stoltze, niemiecki kolarz torowy i szosowy (ur. 1931)
  - Kathleen E. Woodiwiss, amerykańska pisarka (ur. 1939)
- 2008:
  - Dick Beebe, amerykański scenarzysta (ur. 1954)
  - Bror Hansson, szwedzki filantrop (ur. 1914)
  - Romuald Kropat, polski operator filmowy (ur. 1927)
  - Nonna Mordiukowa, rosyjska aktorka (ur. 1925)
  - Mando Ramos, amerykański bokser pochodzenia meksykańskiego (ur. 1948)
- 2009:
  - Wasilij Aksionow, rosyjski pisarz (ur. 1932)
  - Stasys Lazutka, litewski historyk (ur. 1923)
  - Robert McNamara, amerykański polityk, sekretarz obrony (ur. 1916)
  - Mathieu Montcourt, francuski tenisista (ur. 1985)
  - Henryk Żelechowski, polski inżynier, samorządowiec, prezydent Łomży (ur. 1937)
- 2010:
  - Józef Bałka, polski nauczyciel (ur. 1929)
  - Harvey Fuqua, amerykański piosenkarz, kompozytor, producent muzyczny (ur. 1929)
  - Maria Homerska, polska aktorka (ur. 1925)
  - Igor Miśko, rosyjski hokeista (ur. 1986)
  - Alekos Sofianidis, grecki piłkarz, trener (ur. 1933)
- 2011 – Wojciech Kozub, polski wspinacz (ur. 1980)
- 2012 – Aleksy Kazberuk, polski prawnik, poeta (ur. 1936)
- 2013:
  - Krzysztof Borowski, polski architekt, malarz (ur. 1931)
  - Józef Chełmowski, polski malarz i rzeźbiarz ludowy (ur. 1934)
  - Brunon J. Grochal, polski energetyk, mechanik (ur. 1942)
  - Robert Linderholm, amerykański astronom amator (ur. 1933)
  - Nadieżda Popowa, rosyjska major pilot (ur. 1921)
  - Senji Yamaguchi, japoński działacz antywojenny (ur. 1930)
- 2014:
  - Benedito de Assis da Silva, brazylijski piłkarz, trener (ur. 1952)
  - Alan John Dixon, amerykański polityk (ur. 1927)
  - Michel Maisonneuve, francuski kierowca wyścigowy (ur. 1955)
  - Andrew Mango, brytyjski historyk, pisarz pochodzenia rosyjskiego (ur. 1926)
  - Henryk Tchórzewski, polski lekarz, specjalista chorób wewnętrznych i immunolog (ur. 1937)
- 2015:
  - Wojciech Albiński, polski pisarz (ur. 1935)
  - Antoni Jabłoński, polski rolnik, robotnik, żołnierz (ur. 1918)
  - Rachela Margolis, żydowska działaczka ruchu oporu z czasów II wojny światowej (ur. 1921)
  - Luigi Martella, włoski duchowny katolicki, biskup Molfetta-Ruvo-Giovinazzo-Terlizzi (ur. 1948)
- 2016:
  - Michel Coloni, francuski duchowny katolicki, arcybiskup Dijon (ur. 1927)
  - Andrzej Cielecki, polski elektronik, wynalazca (ur. 1928)
  - Andrzej Sawicki, polski tłumacz, scenarzysta komiksowy, dziennikarz (ur. 1947)
  - Turgay Şeren, turecki piłkarz (ur. 1932)
- 2017:
  - Michel Aurillac, francuski polityk, minister (ur. 1928)
  - Andrzej Chodubski, polski politolog (ur. 1952)
  - Giovanni Gremoli, włoski duchowny katolicki, wikariusz apostolski Arabii (ur. 1926)
  - Nancy Jeffett, amerykańska tenisistka (ur. 1928)
  - Konstanty Lewkowicz, polski kierownik produkcji filmowej, producent filmowy (ur. 1929)
  - Heinz Schneiter, szwajcarski piłkarz (ur. 1935)
- 2018:
  - Shōkō Asahara, japoński guru sekty, terrorysta, masowy morderca (ur. 1955)
  - Włatko Iliewski, macedoński piosenkarz, aktor (ur. 1985)
  - Kimishige Ishizaka, japoński immunolog (ur. 1925)
  - Clifford Rozier, amerykański koszykarz (ur. 1972)
- 2019:
  - Cameron Boyce, amerykański aktor, tancerz, model (ur. 1999)
  - João Gilberto, brazylijski piosenkarz, gitarzysta, kompozytor, współtwórca bossa novy (ur. 1931)
  - Eddie Jones, amerykański aktor (ur. 1937)
  - Stefan Kwoczała, polski żużlowiec (ur. 1934)
  - Lucio Soravito de Franceschi, włoski duchowny katolicki, biskup Adrii-Rovigo (ur. 1939)
  - Wanda Warska, polska wokalistka jazzowa (ur. 1930 lub 1932)
  - Regina Włodarczyk-Puchała, polska projektantka szkła artystycznego (ur. 1931)
- 2020:
  - Michał Borowski, polski architekt, historyk sztuki (ur. 1950)
  - Charlie Daniels, amerykański kompozytor, multiinstrumentalista (ur. 1936)
  - Jerzy Król, polski aktor (ur. 1944)
  - Ennio Morricone, włoski dyrygent, kompozytor muzyki filmowej (ur. 1928)
  - Zithulele Patrick Mvemve, południowoafrykański duchowny katolicki, biskup Klerksdorp (ur. 1941)
  - Zdzisław Myrda, polski koszykarz, trener (ur. 1951)
  - Barbara Pec-Ślesicka, polska producentka filmowa (ur. 1936)
  - Joe Porcaro, amerykański perkusista jazzowy (ur. 1930)
  - Marta Stebnicka, polska aktorka (ur. 1925)
- 2021:
  - Paulina Buchwald-Pelcowa, polska historyk literatury, bibliolog (ur. 1934)
  - Dżiwan Gasparian, ormiański muzyk, kompozytor, pedagog (ur. 1928)
  - Jan Janga-Tomaszewski, polski aktor (ur. 1951)
  - Patrick John, dominicki polityk, burmistrz Roseau, premier Dominiki (ur. 1938)
  - Leandro Oliveira, brazylijski lekkoatleta, średnio- i długodystansowiec (ur. 1982)
  - Petrit Ruka, albański poeta, reżyser i scenarzysta filmowy (ur. 1954)
- 2022:
  - James Caan, amerykański aktor (ur. 1940)
  - Krystyna Królówna, polska aktorka (ur. 1939)
  - Arnaldo Pambianco, włoski kolarz szosowy (ur. 1935)
  - Mike Schuler, amerykański trener koszykarski (ur. 1940)
  - Wiktor Wyłkow, bułgarski dyplomata, polityk, wicepremier, minister spraw zagranicznych (ur. 1936)
- 2023:
  - Attila Abonyi, australijski piłkarz (ur. 1946)
  - Brendan Daly, irlandzki polityk, minister rybołówstwa i leśnictwa, minister obrony (ur. 1940)
  - Arnaldo Forlani, włoski prawnik, polityk, minister spraw zagranicznych, minister obrony, premier Włoch (ur. 1925)
  - Mutulu Shakur, amerykański przestępca (ur. 1950)
  - Romuald Wojna, polski historyk (ur. 1931)
- 2024:
  - Zbigniew Jankowski, polski poeta (ur. 1931)
  - Ludwik Konopko, polski gitarzysta, kompozytor, aranżer (ur. 1970)
  - Feliks Szajnert, polski aktor (ur. 1944)
- 2025:
  - Jan Górecki, polski ekonomista, profesor nauk ekonomicznych, dyplomata, ambasador RP (ur. 1934)
  - Ian Khan, brytyjski kierowca wyścigowy (ur. 1960)